# 13682 Пресберґер
13682 Пресберґер (13682 Pressberger) — астероїд головного поясу, відкритий 10 серпня 1997 року.
Тіссеранів параметр щодо Юпітера — 3,188.